# Bermudalana aruboides
Bermudalana aruboides é uma espécie de crustáceo da família Cirolanidae.
É endémica das Bermudas.